# Bernd Schneidmüller

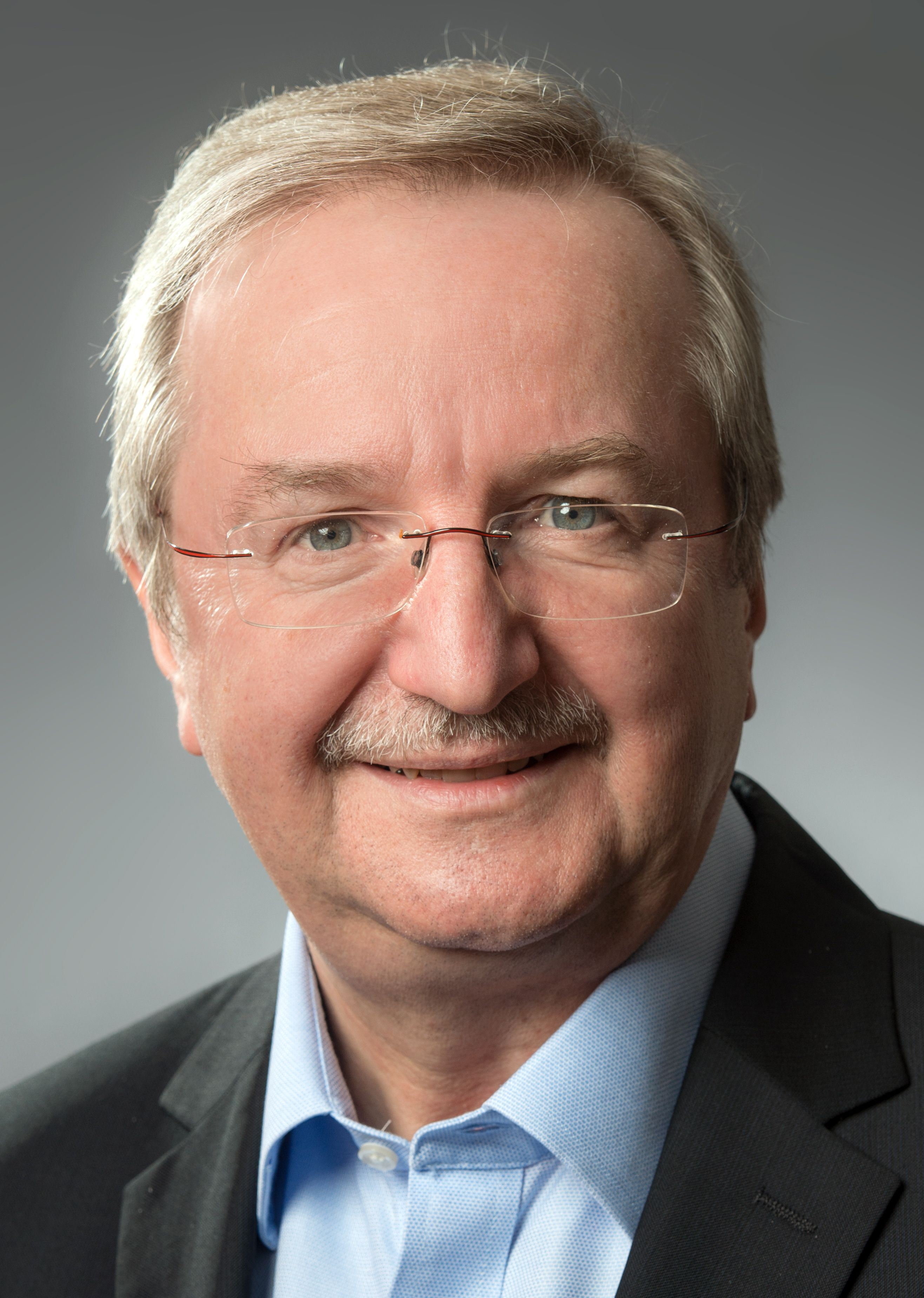
Bernd Schneidmüller im Jahr 2017

Bernd Schneidmüller (* 22. Januar 1954 in Hainchen) ist ein deutscher Historiker für mittelalterliche Geschichte.
Schneidmüller hatte Professuren an den Universitäten Oldenburg (1987–1990), Braunschweig (1990–1994), Bamberg (1994–2003) und Heidelberg (2003–2020) inne. In Rundfunk- und Fernsehsendungen will Schneidmüller die Arbeit der Mediävistik einem breiteren Publikum vermitteln. Schneidmüller war ab den 1990er Jahren an nahezu allen großen Mittelalterausstellungen federführend beteiligt.

## Leben
Der 1954 in der hessischen Wetterau geborene Bernd Schneidmüller machte 1972 das Abitur am Wolfgang-Ernst-Gymnasium in Büdingen. Von 1972/1973 bis 1976/1977 studierte er die Fächer Geschichte, Germanistik, Evangelische Theologie und Deutsche Rechtsgeschichte an den Universitäten Zürich und Frankfurt am Main. Im Jahr 1976 legte Schneidmüller das Staatsexamen für das Lehramt an Gymnasien in Geschichte und Deutsch ab. Er wurde 1977 an der Universität Frankfurt am Main mit einer von Joachim Ehlers betreuten Arbeit zur Formierung Frankreichs als Nation im 10. Jahrhundert promoviert.
Von 1978 bis 1981 war er Wissenschaftlicher Mitarbeiter von Ehlers im DFG-Schwerpunktprogramm „Nationes“ am Historischen Seminar der Universität Frankfurt am Main. In den Jahren 1981–1987 war er Wissenschaftlicher Angestellter und Akademischer Rat auf Zeit am Historischen Seminar der Technischen Universität Braunschweig. Dort habilitierte er sich 1985 über das Thema Nomen patriae. Die Entstehung Frankreichs in der politisch-geographischen Terminologie (10.–13. Jahrhundert) und wurde Privatdozent für Mittelalterliche Geschichte.
Es folgten Professuren für Mittelalterliche Geschichte in Oldenburg (1987–1990), Braunschweig (1990–1994) und von 1994 bis 2003 in Bamberg. In Bamberg war er Gründungsdirektor des Zentrums für Mittelalterstudien und Dekan der Fakultät Geschichts- und Geowissenschaften. Schneidmüller lehnte Berufungen nach Köln und Oldenburg (1994) sowie nach Bonn (1997) ab. Von Wintersemester 2003/2004 bis zu seiner Pensionierung am 31. März 2020 lehrte Schneidmüller als Nachfolger von Jürgen Miethke an der Universität Heidelberg. Seine Antrittsvorlesung hielt er im Juni 2004 über den Umgang der Historiker und Schulbücher mit spätmittelalterlicher Geschichte. Von April 2014 bis 2020 war er einer der beiden Direktoren des Marsilius-Kollegs. Schneidmüller leitete von 2003 bis 2020 (seit 2013 zusammen mit Jörg Peltzer) das Institut für Fränkisch-Pfälzische Geschichte und Landeskunde in Heidelberg. Er betreute in Braunschweig zwei, in Bamberg fünf und in Heidelberg 21 Dissertationen als Erstgutachter. Insgesamt verfasste er zu acht Habilitationsschriften das Erstgutachten. Zu seinen akademischen Schülern gehören unter anderem Andreas Büttner, Christoph Mauntel, Benjamin Müsegades, Julia Dücker, Alexander Schubert, Klaus Oschema, Jörg Peltzer und Klaus van Eickels.
Seit 2020 ist er Seniorprofessor an der Universität Heidelberg. Er wurde für die Amtszeit vom 1. Oktober 2020 bis zum 30. September 2023 als Nachfolger von Thomas W. Holstein zum Präsidenten der Heidelberger Akademie der Wissenschaften gewählt. Zuvor war er bereits von 2014 bis 2016 als Sekretar der Philosophisch-historischen Klasse und Vizepräsident der Akademie.
Schneidmüller ist verheiratet und hat drei Kinder.

## Forschungsschwerpunkte

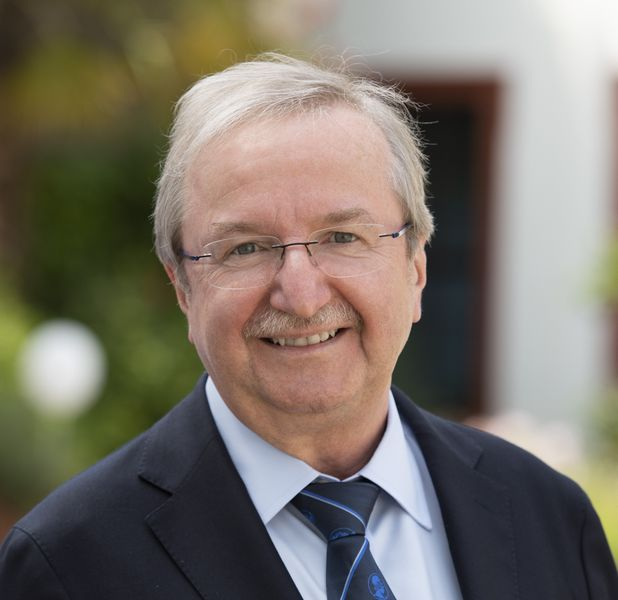
Bernd Schneidmüller als Präsident der Heidelberger Akademie der Wissenschaft bei der Jahresfeier der Akademie, Mai 2022

Seine Forschungsschwerpunkte sind die vergleichende Geschichte Europas im Mittelalter, Arbeiten zur Stadt- und Landesgeschichte (etwa Magdeburg, Goslar, Braunschweig und Frankfurt), Untersuchungen zu Dynastien vor allem zu den Welfen, die gesamte europäische Nationenbildung und die Entstehung von politischen, sozialen und gesellschaftlichen Identitäten. Schneidmüller legte mehr als 310 Veröffentlichungen vor. Seine Arbeiten erstrecken sich vom Karolingerreich bis ins Spätmittelalter. Er ist seit 1995 Mitherausgeber der Zeitschrift für historische Forschung.
Die 1979 veröffentlichte Dissertation Schneidmüllers verfolgte die Absicht, „die politische Theorie in Frankreich während des zehnten Jahrhunderts zu untersuchen und in den gesamthistorischen Rahmen einzubetten“. Mit seiner 1987 veröffentlichten Habilitationsschrift verfolgte Schneidmüller das Ziel, „die politisch-geographische Terminologie der französischen Quellen vom 10. bis zum 13. Jahrhundert vorzustellen und in ihrem spezifischen Quellenwert deutlich zu machen“ und ihre Bedeutung für „die Bildung eines politischen Identitätsbewußtseins“ zu ergründen. In neun Kapitel analysierte Schneidmüller den Sprachgebrauch in den Quellen von Begriffen wie regnum Francorum, regnum Franciae, Francia, Franci, corona Franciae, Gallia, Galli, patria, terra, natio, gens oder lingua.
Im Jahr 1995 gab Schneidmüller einen Sammelband zu den Welfen und ihrem Braunschweiger Hof im hohen Mittelalter heraus, die darin veröffentlichten Beiträge gehen auf das 33. Wolfenbütteler Symposion der Herzog August Bibliothek zurück. Der Sammelband versteht den Hof vor allem als kulturelles Zentrum. Werke der Literatur, Kunst und Geschichtsschreibung stehen im Blickpunkt, die dem Umkreis Heinrichs des Löwen und seiner Nachfolger zugerechnet werden. Mit Joachim Ehlers und Heribert Müller gab er 1996 einen Sammelband über die französischen Könige des Mittelalters heraus. Das Werk enthält Biographien von Odo bis Karl VIII. in der Zeit von 888 bis 1498. In der Einleitung skizzieren die Herausgeber die Entwicklung des Landes von bescheidenen Anfängen hin „zum Königsstaat und schließlich zur Königsnation von unverwechselbarem Profil weit über das Mittelalter hinaus“. Die Beiträge wurden von ausschließlich deutschsprachigen Kennern verfasst. Dabei betreute Schneidmüller den Teil zum Frühmittelalter (888–1108).
Auf einem Bamberger Symposion im Juni 1996 wurden die Kontinuitäten und Diskontinuitäten in der Herrschaft Ottos III. und Heinrichs II. diskutiert. Die Beiträge gab Schneidmüller gemeinsam mit Stefan Weinfurter 1997 heraus. Dieser Band bildete zugleich den Auftakt für die Reihe Mittelalter-Forschungen, die Schneidmüller seitdem herausgibt. Mit seiner 2000 veröffentlichten Darstellung über die Welfen legte er „eine erste moderne Zusammenfügung der Familiengeschichte über viereinhalb Jahrhunderte“ vor. Die Forschung des 19. Jahrhunderts hatte die Welfen vor allem als Gegner der „legitimen“ staufischen Herrscher des Hochmittelalters betrachtet. Schneidmülllers Konzept sind hingegen die „Handlungsspielräume eines hochadligen Hauses“ vom 9. bis zum 13. Jahrhundert, die er in wechselnden räumlichen Zusammenhängen verfolgt. Der häufige Wechsel von Königsnähe und -ferne sieht Schneidmüller dabei als konstitutiv für das Schicksal der Welfen an. Er veröffentlichte 2006 eine Überblicksdarstellung über die Kaiser des Mittelalters. Darin rekonstruierte er die Geschichte der Herrscher von der Krönung Karls des Großen bis zum Ende des Mittelalters.
Schneidmüller legte 2000 einen Aufsatz zur „konsensualen Herrschaft“ vor. Ausgangspunkt der Studie ist der Würzburger Hoftag vom Mai 1216. Dort wurde festgehalten, dass kein König über ein Fürstentum ohne den Konsens des betroffenen Fürsten und seiner Ministerialen entscheiden kann. Anschließend gab Schneidmüller einen Überblick über das Verhältnis zwischen König und Fürsten im Früh- und Hochmittelalter. Vor allem im ausgehenden 12. und beginnenden 13. Jahrhundert konnte der König ohne Zustimmung der Fürsten keine Entscheidung durchsetzen. Schneidmüller sah die Konsensualität als „fundamentales Bauprinzip frühmittelalterlicher Ordnung“ an. Für das Königtum was es notwendig, die Herrschaftsträger des Reiches zu integrieren. Seine im Jahr 2000 veröffentlichten Ausführungen brachten einen wesentlichen Erkenntnisfortschritt für die Mediävistik und wurden seitdem vielfach aufgegriffen. Schneidmüller hat seine Überlegungen zur konsensualen Herrschaft selbst weiter entwickelt. Bestimmende soziopolitische Faktoren war nicht allein Hierarchie und Rang, sondern dynamische Geflechte aus beständiger Distinktion und Integration.
Mit Weinfurter gab er 2003 einen Sammelband über die deutschen Herrscher des Mittelalters heraus. Das Werk enthält 28 biographische Kurzdarstellungen von Heinrich I. bis Maximilian I. und vermittelt so einen Überblick über die mittelalterliche Reichsgeschichte. Gemeinsam mit Michael Borgolte war er Sprecher des DFG-Schwerpunktprogramms 1173 „Integration und Desintegration der Kulturen im europäischen Mittelalter“ (2005–2011). Im Jahr 2011 veröffentlichte er mit der Darstellung Grenzerfahrung und monarchische Ordnung eine Geschichte über das Spätmittelalter. Einen einheitlichen Europa-Begriff für das Spätmittelalter lehnt er ab. „Leitlinie der Darstellung“ ist Schneidmüllers Überzeugung, „dass der Europabegriff beständig changierenden Konzepten folgte und immer noch folgt“. In dem Buch geht es ihm daher weniger um die Geschichte Europas als um „Geschichte in Europa“. Die Geschichte von 1200 bis 1500 verknüpft Schneidmüller auf 300 Seiten mit drei historischen Großereignissen (so genannte „Knotenpunkte“), die sich auf das gesamte Denk- und Ordnungssystem der Menschen auswirkten. Im 13. Jahrhundert sind es der Ansturm der Mongolen und die Absetzung Kaiser Friedrichs II. durch Innozenz IV. Im 14. Jahrhundert wählt er das Auftreten der Pestepidemie und die Konsolidierung der Königreiche um die Mitte des 14. Jahrhunderts und schließlich im 15. Jahrhundert der Fall von Konstantinopel 1453 und der Sieg des Papsttums über den Konziliarismus. Mit Martin Kintzinger veranstaltete er 2008 eine Herbsttagung des Konstanzer Arbeitskreises auf der Insel Reichenau zum Thema „Politische Öffentlichkeit im Spätmittelalter“. Die Beiträge wurden 2011 veröffentlicht.
Mit Gert Melville leitet er das mit einer Laufzeit von 2010 bis 2024 an der Heidelberger und der Sächsischen Akademie der Wissenschaften angesiedelte interakademische Forschungsprojekt „Klöster im Hochmittelalter. Innovationslabore europäischer Lebensentwürfe und Ordnungsmodelle“. Mit Stefan Weinfurter und Gert Melville war er Herausgeber eines 2014 erschienenen Sammelbandes zur internationalen Tagung vom Oktober 2012 mit dem Thema „Innovation durch Deuten und Gestalten. Klöster im Mittelalter zwischen Jenseits und Welt“. Schneidmüller organisierte im Herbst 2018 gemeinsam mit Klaus Oschema eine Reichenau-Tagung des Konstanzer Arbeitskreises für mittelalterliche Geschichte mit dem Thema „Zukunft im Mittelalter. Zeitkonzepte und Planungsstrategien“. Die Beiträge gaben Oschema und Schneidmüller 2021 heraus.
Schneidmüller war an der Konzeption und Durchführung großer historischer Ausstellungen wesentlich beteiligt, darunter die Ausstellungen Heinrich der Löwe und seine Zeit (Braunschweig 1995), Canossa 1077. Erschütterung der Welt (Paderborn 2006), Heiliges Römisches Reich Deutscher Nation 962–1806 (Berlin/Magdeburg 2006), Aufbruch in die Gotik (Magdeburg 2009), Die Wittelsbacher am Rhein. Die Kurpfalz und Europa (Mannheim 2013/2014) und Das Konstanzer Konzil 1414–1418 (Konstanz 2014). Anlässlich der 800. Wiederkehr des Geburtstags von König Rudolf I. von Habsburg leitete Schneidmüller im April 2018 zusammen mit Weinfurter für die Europäische Stiftung Kaiserdom zu Speyer das vierte wissenschaftliche Symposium zu „König Rudolf I. und der Aufstieg des Hauses Habsburg im Mittelalter“. Die Beiträge gab Schneidmüller 2019 heraus. Die Schwerpunkte der Beiträge liegen auf der Persönlichkeit des Habsburgers seinen Aufstieg zum König, der Beziehungen der Habsburger zu Dom, Bistum und Stadt Speyer sowie ihrem dynastischen Erfolg bis zu Karl V.

## Ehrungen und Mitgliedschaften
Für seine Forschungen wurden Schneidmüller zahlreiche wissenschaftliche Ehrungen und Mitgliedschaften zugesprochen. Schneidmüller ist Mitglied der Historischen Kommission für Niedersachsen und Bremen (1987) sowie der Frankfurter Historischen Kommission (1989), korrespondierendes Mitglied der Braunschweigischen Wissenschaftlichen Gesellschaft (1993) und ordentliches Mitglied der Heidelberger Akademie der Wissenschaften (2005). Er ist außerdem Mitglied der Kommission für geschichtliche Landeskunde in Baden-Württemberg (2004), der Kommission für bayerische Landesgeschichte bei der Bayerischen Akademie der Wissenschaften (2001), der Gesellschaft für Fränkische Geschichte (1996) und des Konstanzer Arbeitskreises für mittelalterliche Geschichte (1998).
Am 25. November 2015 wurde ein Asteroid des äußeren Hauptgürtels nach Bernd Schneidmüller benannt: (65712) Schneidmüller. Im Jahr 2016 erhielt er den Eike-von-Repgow-Preis der Stadt Magdeburg. Schneidmüllers Arbeit, die das mittelalterliche Sachsen in seiner historischen Bedeutung erfasst, wurde damit gewürdigt.

## Schriften (Auswahl)
Monographien
- Karolingische Tradition und frühes französisches Königtum. Untersuchungen zur Herrschaftslegitimation der westfränkisch-französischen Monarchie im 10. Jahrhundert (= Frankfurter historische Abhandlungen. Bd. 22). Steiner, Wiesbaden 1979, ISBN 3-515-03202-9.
- Nomen patriae. Die Entstehung Frankreichs in der politisch-geographischen Terminologie (10.–13. Jahrhundert) (= Nationes 7). Thorbecke, Sigmaringen 1987, ISBN 3-7995-6107-2.
- Die Welfen. Herrschaft und Erinnerung (819–1252) (= Kohlhammer-Urban-Taschenbücher. Bd. 465). Kohlhammer, Stuttgart u. a. 2000, ISBN 3-17-014999-7.
- Die Kaiser des Mittelalters. Von Karl dem Großen bis Maximilian I. (= Beck’sche Reihe. C. H. Beck Wissen 2398). 2., verbesserte Auflage. Beck, München 2007, ISBN 3-406-53598-4.
- Grenzerfahrung und monarchische Ordnung. Europa 1200–1500 (= C. H. Beck Geschichte Europas. Beck’sche Reihe 1982). Beck, München 2011, ISBN 978-3-406-61357-9.
- mit Harald Wolter-von dem Knesebeck: Das Evangeliar Heinrichs des Löwen und Mathildes von England. wbg Edition, Darmstadt 2018, ISBN 978-3-534-26995-2.
- mit Bettina Wagner, Harald Wolter-von dem Knesebeck, Robert Fuchs, Doris Oltrogge: Die Bamberger Apokalypse. Visionen vom Ende der Zeit Wissenschaftliche Buchgesellschaft, Darmstadt 2022, ISBN 978-3-534-27507-6.

Herausgeberschaften
- Die Welfen und ihr Braunschweiger Hof im hohen Mittelalter (= Wolfenbütteler Mittelalter-Studien. Bd. 7). Harrassowitz, Wolfenbüttel 1993, ISBN 3-447-03705-9.
- mit Joachim Ehlers, Heribert Müller: Die französischen Könige des Mittelalters. Von Odo bis Karl VIII. 888–1498. Beck, München 1996, ISBN 3-406-40446-4.
- mit Stefan Weinfurter: Otto III. – Heinrich II. Eine Wende? (= Mittelalter-Forschungen. Bd. 1). Thorbecke, Sigmaringen 1997, ISBN 3-7995-4251-5 (Digitalisat).
- mit Stefan Weinfurter: Ottonische Neuanfänge. Symposion zur Ausstellung „Otto der Große, Magdeburg und Europa“. von Zabern, Mainz 2001, ISBN 3-8053-2701-3.
- mit Stefan Weinfurter: Die deutschen Herrscher des Mittelalters. Historische Portraits von Heinrich I. bis Maximilian I. (919–1519). Beck, München 2003, ISBN 3-406-50958-4.
- mit Stefan Weinfurter: Heilig – römisch – deutsch. Das Reich im mittelalterlichen Europa. Sandstein, Dresden 2006, ISBN 3-937602-56-9.
- mit Stefan Weinfurter: Salisches Kaisertum und neues Europa. Die Zeit Heinrichs IV. und Heinrichs V. Wissenschaftliche Buchgesellschaft, Darmstadt 2007, ISBN 978-3-534-20871-5.
- mit Michael Borgolte, Juliane Schiel: Mittelalter im Labor. Die Mediävistik testet Wege zu einer transkulturellen Europawissenschaft (= Europa im Mittelalter. Bd. 10). Akademie Verlag, Berlin 2008, ISBN 978-3-05-004373-9.
- König Rudolf I. und der Aufstieg des Hauses Habsburg im Mittelalter. wbg Academic, Darmstadt 2019, ISBN 978-3-534-27125-2.
- Die Kaiser und die Säulen ihrer Macht. Von Karl dem Grossen bis Friedrich Barbarossa. wbg Theiss, Darmstadt 2020, ISBN 978-3-8062-4174-7.
- mit Klaus Oschema: Zukunft im Mittelalter. Zeitkonzepte und Planungsstrategien (= Vorträge und Forschungen. Bd. 90). Thorbecke, Ostfildern 2021, ISBN 978-3-7995-6890-6 (Digitalisat).